# 69th Regiment Armory
La 69th Regiment Armory (qualche volta italianizzata in armeria del 69º Reggimento) è un edificio di Manhattan, a New York, negli Stati Uniti d'America. 

## Storia
La 69th Regiment Armory venne progettato dalla ditta Hunt & Hunt di Richard Howland Hunt, e costruito fra il 1904 e il 1906. Veniva un tempo usata come caserma militare, e sede della Civil Air Patrol - Phoenix Composite Squadron. La 69th Regiment Armory viene ricordata per aver ospitato, nel 1913, l'Armory Show, prima grande mostra d'arte moderna degli USA. L'edificio entrò a far parte delle National Historic Landmark nel 1965, e New York City Landmark nel 1983.
Oggi la 69th Regiment Armory ospita il quartier generale del 69th New York Infantry Regiment della National Guard a New York, ed è il luogo in cui vengono tenuti eventi sportivi e di intrattenimento.

## Descrizione
La 69th Regiment Armory è un edificio situato al numero 68 di Lexington Avenue tra la venticinquesima e la ventiseiesima strada est nel quartiere di Rose Hill, a Manhattan, presenta cinque piani, è alto 49 metri, ed è un esempio di architettura Beaux-Arts. Si tratta della prima armeria di New York a non essere ispirata ad una fortezza medievale.
Al suo interno è presente un'arena di 5.000 posti.